# Термодинамика
Термодина́мика (греч. θέρμη — «тепло», δύναμις — «сила») — раздел физики, изучающий наиболее общие свойства макроскопических систем и способы передачи и превращения энергии в таких системах. 
В термодинамике изучаются состояния и процессы, для описания которых можно ввести понятие температуры. Термодинамика — это феноменологическая наука, опирающаяся на обобщения опытных фактов. Процессы, происходящие в термодинамических системах, описываются макроскопическими величинами (температура, давление, концентрации компонентов), которые вводятся для описания систем, состоящих из большого числа частиц, и не применимы к отдельным молекулам и атомам, в отличие, например, от величин, вводимых в механике или электродинамике.
Современная феноменологическая термодинамика является строгой теорией, развиваемой на основе нескольких постулатов. Однако связь этих постулатов со свойствами и законами взаимодействия частиц, из которых построены термодинамические системы, даётся статистической физикой. Статистическая физика позволяет также указать пределы применимости термодинамики и описать такие явления, как, например, флуктуации.
Законы термодинамики носят общий характер и не зависят от конкретных деталей строения вещества на атомарном уровне. Поэтому термодинамика успешно применяется в широком круге вопросов науки и техники, таких как энергетика, теплотехника, фазовые переходы, химические реакции, явления переноса и даже чёрные дыры. Термодинамика имеет важное значение для самых разных областей физики и химии, химической технологии, аэрокосмической техники, машиностроения, клеточной биологии, биомедицинской инженерии, материаловедения и находит своё применение даже в таких областях, как экономика.

## История
Люди способны непосредственно ощущать холод и тепло, и интуитивное представление о температуре как степени нагретости тел возникло задолго до того, как возникли соответствующие научные понятия. Развитие научного знания о теплоте началось вместе с изобретением прибора, способного измерять температуру — термометра. Считается, что первые термометры создал Галилей в конце XVI века. В XVIII веке термометры были значительно усовершенствованы и построена постоянная шкала .
В 1744 году академик Рихман в своём докладе отделил количество теплоты от температуры, и в дальнейшем провел ряд исследований по определению теплоёмкости различных веществ.
Термодинамика возникла как эмпирическая наука об основных способах преобразования внутренней энергии тел для совершения механической работы. Первые паровые машины появились во второй половине XVIII века и ознаменовали наступление промышленной революции. Учёные и инженеры стали искать способы увеличить их эффективность.
В 1779 в «Пирометрии» Ламберта был описан опыт повышения и понижения температуры в приёмнике воздушного насоса при движении поршня. Более подробно адиабатическое расширение и сжатие были исследованы Дарвином в 1788 и Пикте в 1798 году. В 1816 году Лаплас открыл закон, показывающий связь скорости звука в воздухе удельной теплоёмкости при постоянном давлении и при постоянном объёме.
В 1824 году Сади Карно в сочинении «О движущей силе огня и о машинах, способных развивать эту силу» установил максимальный коэффициент полезного действия тепловых машин. Принято считать, что термодинамика как наука ведёт своё начало с этой работы, которая долгое время оставалась неизвестной современникам. Однако посвящённая вопросам теплопроводности классическая работа Фурье «Аналитическая теория тепла» вышла в 1822 году и опередила не только появление неравновесной термодинамики, но и работу Карно.
В 40-х годах XIX века Майер и Джоуль количественно определили связь между механической работой и теплотой и сформулировали универсальный закон сохранения и превращения энергии. В 50-е годы Клаузиус и Кельвин систематизировали накопленные к тому времени знания и ввели понятия энтропии и абсолютной температуры.
В конце XIX века феноменологическая термодинамика была развита в работах Гиббса, который создал метод термодинамических потенциалов, исследовал общие условия термодинамического равновесия, установил законы равновесия фаз и капиллярных явлений.
В 1906 году Нернст опубликовал работу, в которой была сформулирована теорема, впоследствии получившая его имя и известная как третье начало термодинамики.
Аксиоматические основы термодинамики были в строгой форме впервые сформулированы в трудах Каратеодори в 1909 году.

## Разделы термодинамики
Современную феноменологическую термодинамику принято делить на равновесную (или классическую) термодинамику, изучающую равновесные термодинамические системы и процессы в таких системах, и неравновесную термодинамику, изучающую неравновесные процессы в системах, в которых отклонение от термодинамического равновесия относительно невелико и ещё допускает термодинамическое описание.
В равновесной термодинамике вводятся такие переменные, как внутренняя энергия, температура, энтропия, химический потенциал. Все они носят название термодинамических параметров (величин). Классическая термодинамика изучает связи термодинамических параметров между собой и с физическими величинами, вводимыми в рассмотрение в других разделах физики, например, с гравитационным или электромагнитным полем, действующим на систему. Химические реакции и фазовые переходы также входят в предмет изучения классической термодинамики. Однако изучение термодинамических систем, в которых существенную роль играют химические превращения, составляет предмет химической термодинамики, а техническими приложениями занимается теплотехника.
В системах, не находящихся в состоянии термодинамического равновесия, например, в движущемся газе, может применяться приближение локального равновесия, в котором считается, что соотношения равновесной термодинамики выполняются локально в каждой точке системы. Однако в неравновесной термодинамике переменные рассматриваются как локальные не только в пространстве, но и во времени, то есть в её формулы время может входить в явном виде.
Классическая термодинамика включает в себя следующие разделы:
- начала термодинамики (иногда также называемые законами или аксиомами)
- уравнения состояния и свойства простых термодинамических систем (идеальный газ, реальный газ, диэлектрики и магнетики и т. д.)
- равновесные процессы с простыми системами, термодинамические циклы
- неравновесные процессы и закон неубывания энтропии
- термодинамические фазы и фазовые переходы

Кроме этого, современная термодинамика включает также следующие направления:
- строгая математическая формулировка термодинамики на основе выпуклого анализа
- неэкстенсивная термодинамика
- применение термодинамики к нестандартным системам (см. термодинамика чёрных дыр)
- квантовая термодинамика[17]

## Основы термодинамики
Термодинамика изучает системы, состоящие из очень большого числа частиц. Описание таких систем методами классической механики не только не представляется возможным, но и фактически лишено смысла. Особенности термодинамического описания возникают вследствие того, что поведение больших ансамблей частиц подчиняется статистическим закономерностям и не может быть сведено к анализу детерминированной эволюции динамических систем. Однако исторически термодинамика развивалась без опоры на представления статистической теории, и основные положения термодинамики могут быть сформулированы на основе ограниченного числа постулатов, являющихся обобщениями опытных фактов. Число этих постулатов варьируется у разных авторов в соответствии с тем, как строится аксиоматика термодинамики, но традиционно считается, что можно выделить четыре начала термодинамики.

### Основные понятия термодинамики

#### Термодинамические системы
В термодинамике изучаются физические системы, состоящие из большого числа частиц и находящиеся в состоянии термодинамического равновесия или близком к нему. Такие системы называются термодинамическими системами. Это понятие в общем случае достаточно сложно определить строго, поэтому используется описательное определение, в котором термодинамической системой называется макроскопическая система, которая каким-то образом (например, с помощью реальной или воображаемой оболочки) выделена из окружающей среды и способна взаимодействовать с ней. Оболочка, не допускающая теплообмен между системой и окружающей средой, называется адиабатической, а заключённая в такую оболочку система — теплоизолированной или адиабатически изолированной. Теплопроницаемую оболочку называют также диатермической; если такая оболочка препятствует обмену веществом, то соответствующую систему называют закрытой. Системы, у которых оболочка не препятствует обмену ни веществом, ни энергией, называются открытыми.

#### Термодинамическое равновесие
Фундаментальным для классической термодинамики является понятие термодинамического равновесия, которое тоже плохо поддаётся логическому определению и формулируется как обобщение экспериментальных фактов. Утверждается, что любая замкнутая термодинамическая система, для которой внешние условия остаются неизменными, с течением времени переходит в равновесное состояние, в котором прекращаются все макроскопические процессы. При этом в системе на микроскопическом уровне могут происходить самые разные процессы, например, химические реакции, которые могут протекать и в прямом, и в обратном направлении, однако в среднем эти процессы компенсируют друг друга, и макроскопические параметры системы остаются неизменными, флуктуируя относительно равновесного значения. Флуктуации изучаются в статистической физике.

#### Термодинамические параметры
Термодинамика не рассматривает особенности строения тел на молекулярном уровне. Равновесные состояния термодинамических систем могут быть описаны с помощью небольшого числа макроскопических параметров, таких как температура, давление, плотность, концентрации компонентов и т. д., которые могут быть измерены макроскопическими приборами. Описанное таким образом состояние называется макроскопическим состоянием, и законы термодинамики позволяют установить связь между макроскопическими параметрами. Если параметр имеет одно и то же значение, не зависящее от размера любой выделенной части равновесной системы, то он называется неаддитивным или интенсивным, если же значение параметра пропорционально размеру части системы, то он называется аддитивным или экстенсивным. Давление и температура — неаддитивные параметры, а внутренняя энергия и энтропия — аддитивные параметры.
Макроскопические параметры могут подразделяться на внутренние, характеризующие состояние системы как таковой, и внешние, описывающие взаимодействие системы с окружающей средой и силовыми полями, воздействующими на систему, однако это разделение достаточно условно. Так, если газ заключён в сосуд с подвижными стенками и его объём определяется положением стенок, то объём является внешним параметром, а давление газа зависит от скоростей теплового движения молекул и является внутренним параметром. Напротив, если задаётся внешнее давление, то его можно считать внешним параметром, а объём газа — внутренним параметром. Постулируется, что в состоянии термодинамического равновесия каждый внутренний параметр может быть выражен через внешние параметры и температуру системы. Такая функциональная связь называется обобщённым уравнением состояния системы.

#### Термодинамические процессы
При изменении внешних параметров или при передаче энергии в систему в ней могут возникать сложные процессы на макроскопическом и молекулярном уровне, в результате которых система переходит в другое состояние. Равновесная термодинамика не занимается описанием этих переходных процессов, а рассматривает состояние, устанавливающееся после релаксации неравновесностей. В термодинамике широко применяются идеализированные процессы, в которых система переходит из одного состояния термодинамического равновесия в другое, которые непрерывно следуют друг за другом. Такие процессы называются квазистатическими или квазиравновесными процессами. Особую роль в методах термодинамики играют циклические процессы, в которых система возвращается в исходное состояние, совершая по ходу процесса работу и обмениваясь энергией с окружающей средой.

### Начала термодинамики

#### Нулевое начало термодинамики
Нулевое начало термодинамики названо так потому, что оно было сформулировано уже после того, как первое и второе начало вошли в число устоявшихся научных понятий. Оно утверждает, что изолированная термодинамическая система с течением времени самопроизвольно переходит в состояние термодинамического равновесия и остаётся в нём сколь угодно долго, если внешние условия сохраняются неизменными. Оно также называется общим началом. Термодинамическое равновесие предполагает наличие в системе механического, теплового и химического равновесий, а также равновесия фаз. Классическая термодинамика постулирует лишь существование состояния термодинамического равновесия, но ничего не говорит о времени его достижения.
В литературе в нулевое начало также часто включают положения о свойствах теплового равновесия. Тепловое равновесие может существовать между системами, разделёнными неподвижной теплопроницаемой перегородкой, то есть перегородкой, позволяющей системам обмениваться внутренней энергией, но не пропускающей вещество. Постулат о транзитивности теплового равновесия утверждает, что если два тела, разделённые такой перегородкой (диатермической), находятся в тепловом равновесии между собой, то любое третье тело, находящееся в тепловом равновесии с одним из этих тел, будет находиться также и в тепловом равновесии с другим телом.
Иначе говоря, если две замкнутые системы A и B приведены в тепловой контакт друг с другом, то после достижения термодинамического равновесия полной системой A+B системы A и B будут находиться в состоянии теплового равновесия друг с другом. При этом каждая из систем A и B сама по себе также находится в состоянии термодинамического равновесия. Тогда если системы B и C находятся в тепловом равновесии, то системы A и C также находятся в тепловом равновесии между собой.
В зарубежной литературе часто нулевым началом называют сам постулат о транзитивности теплового равновесия, а положение о достижении термодинамического равновесия могут называть «минус первым» началом. Важность постулата о транзитивности состоит в том, что он позволяет ввести некоторую функцию состояния системы, обладающую свойствами эмпирической температуры, то есть создавать приборы для измерения температуры. Равенство эмпирических температур, измеренных с помощью такого прибора — термометра, есть условие теплового равновесия систем (или частей одной и той же системы).

#### Первое начало термодинамики
Первое начало термодинамики выражает универсальный закон сохранения энергии применительно к задачам термодинамики и исключает возможность создания вечного двигателя первого рода, то есть устройства, способного совершать работу без соответствующих затрат энергии.
Внутреннюю энергию {\displaystyle U} термодинамической системы можно изменить двумя способами, совершая над ней работу или посредством теплообмена с окружающей средой. Первое начало термодинамики утверждает, что теплота, полученная системой, идёт на увеличение внутренней энергии системы и на совершение этой системой работы, что можно записать как {\displaystyle \delta Q=\delta A+dU}. Здесь {\displaystyle dU} — полный дифференциал внутренней энергии системы, {\displaystyle \delta Q} — элементарное количество теплоты, переданное системе, а {\displaystyle \delta A} — бесконечно малая или элементарная работа, совершённая системой. Так как работа и теплота не являются функциями состояния, а зависят от способа перехода системы из одного состояния в другое, применяется запись с символом {\displaystyle \delta }, чтобы подчеркнуть, что {\displaystyle \delta Q} и {\displaystyle \delta A} — это бесконечно малые величины, которые нельзя считать дифференциалами какой-либо функции.
Знаки при {\displaystyle \delta Q} и {\displaystyle \delta A} в приведённом выше соотношении выражают соглашение о том, что положительной считают работу, совершаемую системой, и теплоту, получаемую системой, принятое в большинстве современных работ по термодинамике.
Если система совершает только механическую работу вследствие изменения её объёма, то элементарная работа записывается как {\displaystyle \delta A=PdV}, где {\displaystyle dV} — приращение объёма. В квазистатических процессах эта работа равна работе внешних сил над системой, взятой с обратным знаком: {\displaystyle \delta A_{\text{внутр}}=-\delta A_{\text{внеш}}}, но для неквазистатических процессов это соотношение не выполняется. В общем случае элементарная работа записывается как сумма {\displaystyle \delta A=A_{1}da_{1}+A_{2}da_{2}+\dots }, где {\displaystyle A_{1},A_{2},...} — функции параметров {\displaystyle a_{1},a_{2},...} и температуры {\displaystyle T}, называемые обобщёнными силами.
Работу, связанную с изменением количества вещества в системе (химическую работу), могут выделять из общего выражения для работы в отдельное слагаемое.

#### Второе начало термодинамики
Второе начало термодинамики задаёт ограничения на направление процессов, которые могут происходить в термодинамических системах, и исключает возможность создания вечного двигателя второго рода. Фактически к этому результату пришёл уже Сади Карно в сочинении «О движущей силе огня и о машинах, способных развивать эту силу». Однако Карно опирался на представления теории теплорода и не дал ясной формулировки второго начала термодинамики. Это было сделано в 1850—1851 годах независимо Клаузиусом и Кельвином. Имеется несколько различных, но в то же время эквивалентных формулировок этого закона.
Постулат Кельвина: «Невозможен круговой процесс, единственным результатом которого было бы производство работы за счёт охлаждения теплового резервуара». Такой круговой процесс называется процессом Томсона — Планка, и постулируется, что такой процесс невозможен.
Постулат Клаузиуса: «Теплота не может самопроизвольно переходить от тела менее нагретого к телу более нагретому». Процесс, при котором не происходит никаких других изменений, кроме передачи теплоты от холодного тела к горячему, называется процессом Клаузиуса. Постулат утверждает, что такой процесс невозможен. Теплота может переходить самопроизвольно только в одном направлении, от более нагретого тела к менее нагретому, и такой процесс является необратимым.
Приняв за постулат невозможность процесса Томсона — Планка, можно доказать, что процесс Клаузиуса невозможен, и наоборот, из невозможности процесса Клаузиуса следует, что процесс Томсона — Планка также невозможен.
Следствие второго начала термодинамики, постулированного в указанных формулировках, позволяет ввести для термодинамических систем ещё одну функцию термодинамического состояния {\displaystyle S}, названную энтропией, такую, что её полный дифференциал для квазистатических процессов записывается как {\displaystyle dS=\delta Q/T}. В совокупности с температурой и внутренней энергией, введёнными в нулевом и первом началах, энтропия составляет полный набор величин, необходимых для математического описания термодинамических процессов. Лишь две из упомянутых трёх величин, которыми термодинамика пополняет список используемых в физике переменных, являются независимыми.

#### Третье начало термодинамики
Третье начало термодинамики или теорема Нернста утверждает, что энтропия любой равновесной системы по мере приближения температуры к абсолютному нулю перестаёт зависеть от каких-либо параметров состояния и стремится к определённому пределу. Фактически содержание теоремы Нернста включает в себя два положения. Первое из них постулирует существование предела энтропии при стремлении к абсолютному нулю. Численное значение этого предела принято полагать равным нулю, поэтому в литературе иногда говорят о том, что энтропия системы стремится к нулю при стремлении температуры к 0 К. Второе положение теоремы Нернста утверждает, что все процессы вблизи абсолютного нуля, переводящие систему из одного равновесного состояния в другое, происходят без изменения энтропии.
Нулевые значения температуры и энтропии при абсолютном нуле приняты как удобные соглашения для устранения неоднозначности в построении шкалы для термодинамических величин. Нулевое значение температуры служит реперной точкой для построения термодинамической шкалы температур. Энтропия, обращающаяся в нуль при абсолютном нуле температуры, называется абсолютной энтропией. В справочниках термодинамических величин часто приводятся значения абсолютной энтропии при температуре 298,15 К, которые соответствуют увеличению энтропии при нагреве вещества от 0 К до 298,15 К.

## Термодинамическое состояние

### Динамическое, микро- и макросостояние
Моделирование всякой физической системы подразумевает указание полного набора параметров, необходимого для описания всех её возможных состояний и наблюдаемых величин. Описание термодинамических систем, состоящих из огромного числа частиц, варьируется в зависимости от того, какая степень детализации принимается для выбора набора параметров. Наиболее подробное описание в классической механике требует указания координат и импульсов всех частиц системы в какой-либо начальный момент времени и законов взаимодействия частиц, определяющих их эволюцию во времени. Описанное таким образом состояние системы называется динамическим. Для практических целей динамическое описание систем большого числа частиц непригодно. Следующим, более огрубленным уровнем описания является статистическое описание, когда динамические состояния усредняются по ячейкам фазового пространства в классической механике. В квантовой механике состояния различаются набором квантовых чисел и могут усредняться, например, по небольшим интервалам на шкале энергии. Такие состояния называются микросостояниями и изучаются в классической или квантовой статистической механике. Выбор способа описания системы зависит от характерных временных масштабов, на которых изучается эволюция системы.
Термодинамика имеет дело с макросостояниями, наиболее общим уровнем описания, где для указания состояния системы требуется минимальное число макроскопических параметров. Вообще говоря, проблема определения микро- и макросостояний и описания их статистических свойств относится к наиболее фундаментальным и пока не получившим окончательного решения вопросам статистической физики.

### Функции состояния и уравнение состояния
При описании макросостояний используются функции состояния — это функции, однозначно определённые в состоянии термодинамического равновесия и не зависящие от предыстории системы и способа её перехода в равновесное состояние. Важнейшими функциями состояния при аксиоматическом построении термодинамики являются температура, внутренняя энергия и энтропия, вводимые в началах термодинамики, а также термодинамические потенциалы. Однако функции состояния не являются независимыми, и для однородной изотропной системы любая термодинамическая функция может быть записана как функция двух независимых переменных. Такие функциональные связи называются уравнениями состояния. Различают термическое уравнение состояние, выражающее связь между температурой, давлением и объёмом (или, что то же самое, плотностью), калорическое уравнение состояние, выражающее внутреннюю энергию как функцию от температуры и объёма, и каноническое уравнение состояние, записываемое как термодинамический потенциал в соответствующих естественных переменных, из которого можно получить и термическое, и калорическое уравнения состояния. Знание уравнения состояния необходимо для применения общих принципов термодинамики к конкретным системам. Для каждой конкретной термодинамической системы её уравнение состояния определяется из опыта или методами статистической механики, и в рамках термодинамики оно считается заданным при определении системы.

### Термическое уравнение состояния
Для изотропных однородных систем термическое уравнение состояния имеет наиболее простой вид: {\displaystyle f(p,V,T)=0} или {\displaystyle p=p(\rho ,T)}. Уравнение состояния идеального газа называется уравнением Клапейрона — Менделеева и записывается как {\displaystyle pV=\nu RT}', где {\displaystyle p} — давление, {\displaystyle V} — объём, {\displaystyle T} — абсолютная температура, {\displaystyle \nu } — число молей газа, а {\displaystyle R} — универсальная газовая постоянная.
Для многокомпонентной системы число термических уравнений состояния равно числу компонентов, например, для смеси идеальных газов эти уравнения состояния выглядят как {\displaystyle p_{i}V=\nu _{i}RT}, где {\displaystyle \nu _{i}} — число молей {\displaystyle i}-го компонента смеси. Общее давление при этом будет равно сумме парциальных давлений компонентов, {\displaystyle p=\sum _{i}p_{i}}. Это соотношение называется законом Дальтона.
Для реальных газов было предложено свыше 150 вариантов уравнений состояния. Наиболее известные из них — уравнение Ван-дер-Ваальса, уравнение Дитеричи и уравнение, получающееся посредством вириального разложения. Получение уравнения состояния для жидкостей, твёрдых тел и плазмы является непростой задачей. Для описания ударноволновых процессов в конденсированных средах может применяться уравнение состояния Ми — Грюнайзена.
Термическое уравнение состояния фотонного газа устанавливает зависимость давления электромагнитного излучения от температуры и не содержит других переменных.
Для систем, в которых важны макроскопические электромагнитные или вязкоупругие силы, уравнение состояния должно учитывать влияние этих сил и соответствующих внешних параметров.
Для пространственно однородного элемента упругой среды при его продольной деформации примером термического уравнения состояния служит закон Гука; в термодинамике деформируемого твёрдого тела термические уравнения состояния, связывающие температуру и компоненты тензоров напряжений и деформаций, входят в число определяющих уравнений. Для магнитных сред используют магнитное уравнение состояния M = M(H,T), примером которого может служить закон Кюри; для диэлектриков уравнение состояния имеет вид P = P(E,T); здесь M — магнитный момент вещества, H — напряжённость магнитного поля, P — поляризованность, E — напряжённость электрического поля.
Существование термического уравнения состояния вытекает из закона транзитивности термического равновесия, однако сама термодинамика ничего не говорит относительно вида функциональной зависимости между входящими в это уравнение переменными, за исключением того, что уравнение состояния должно удовлетворять определённым условиям устойчивости.

### Калорическое уравнение состояния
Калорическое уравнение состояния выражает зависимость внутренней энергии от внешних параметров и температуры: {\displaystyle U=U(T,x_{1},\dots ,x_{n})}. Для идеального газа внутренняя энергия зависит только от температуры {\displaystyle U=U(T)}. Наиболее простой вид калорическое уравнение состояния имеет для идеального газа, для которого {\displaystyle C_{V}={\frac {i}{2}}R} и {\displaystyle U(T)={\frac {i}{2}}RT}, где i — число степеней свободы, i = 3 — для одноатомного газа, i = 5 — для двухатомного и i = 6 — для многоатомного газа. Для реальных веществ вместо функции {\displaystyle U=U(T)} в практических приложениях используются эмпирические зависимости от температуры теплоёмкости при постоянном объёме {\displaystyle C_{V}=(\partial U/\partial T)_{V}} или теплоёмкости при постоянном давлении {\displaystyle C_{P}=(\partial H/\partial T)_{P},} где {\displaystyle H=U+PV} — энтальпия, которая для идеального газа также зависит только от температуры. В таком случае внутренняя энергия выражается через теплоёмкость по формуле {\displaystyle U(T)=\int C_{V}(T)dT+{\text{const}}}.

### Канонические уравнения состояния
Канонические уравнения состояния были введены в термодинамику Гиббсом. Они записываются в виде какого-либо из термодинамических потенциалов в своих естественных переменных, то есть в таких переменных, в которых полный дифференциал соответствующей термодинамической функции имеет наиболее простой вид. Например, для энтальпии {\displaystyle H} естественными переменными являются энтропия и давление: {\displaystyle H=H(S,P)}. Из начал термодинамики следует, что полный дифференциал энтальпии имеет вид {\displaystyle dH=TdS+VdP}. Из этого соотношения можно получить и термическое, и калорическое уравнение состояния. Поскольку 
| {\displaystyle dH=\left({\frac {\partial H}{\partial S}}\right)_{P}dS+\left({\frac {\partial H}{\partial P}}\right)_{S}dP} |

 имеем {\displaystyle T=\left({\frac {\partial H}{\partial S}}\right)_{P}} и {\displaystyle V=\left({\frac {\partial H}{\partial P}}\right)_{S}}, то есть получаем полные сведения о термических свойствах системы, а дифференцированием энтальпии по температуре получаем теплоёмкость при постоянном давлении CP и тем самым сведения о калорическом уравнении состояния.
Аналогичным образом каноническими уравнениями состояния являются соотношения для внутренней энергии {\displaystyle U=U(S,V)}, свободной энергии Гельмгольца {\displaystyle F=F(T,V)} и потенциала Гиббса {\displaystyle G=G(T,P)}. Каждое из этих соотношений может применяться для соответствующих термодинамических систем из соображений удобства.

## Основные формулы термодинамики

### Условные обозначения
| Обозначение                         | Название величины                                                                         | Размерность / Значение    | Формула                                  |
| ----------------------------------- | ----------------------------------------------------------------------------------------- | ------------------------- | ---------------------------------------- |
| {\displaystyle T}                   | Абсолютная температура                                                                    | K                         |                                          |
| {\displaystyle p;P}                 | Давление                                                                                  | Па                        |                                          |
| {\displaystyle V}                   | Объём                                                                                     | м³                        |                                          |
| {\displaystyle W_{cp}}              | Средняя энергия молекулы                                                                  | Дж                        |                                          |
| {\displaystyle W_{Kcp}}             | Средняя кинетическая энергия молекулы                                                     | Дж                        |                                          |
| {\displaystyle m}                   | Масса                                                                                     | кг                        |                                          |
| {\displaystyle \mu ,M}              | Молярная масса                                                                            | кг/моль                   |                                          |
| {\displaystyle N_{A}}               | Постоянная Авогадро                                                                       | 6.0221415(10)⋅1023 моль−1 |                                          |
| {\displaystyle k}                   | Постоянная Больцмана                                                                      | 1.3806505(24)⋅10−23 Дж/К  |                                          |
| {\displaystyle R}                   | Газовая постоянная                                                                        | 8.314472(15) Дж/(К·моль)  | {\displaystyle R=k\cdot N_{A}}           |
| {\displaystyle i}                   | Число степеней свободы молекулы                                                           | -                         |                                          |
| {\displaystyle N_{j},\,j=1,...n}    | Количество вещества в {\displaystyle j}-й компоненте {\displaystyle n}-компонентной смеси | моль                      |                                          |
| {\displaystyle N}                   | вектор с координатами {\displaystyle N_{j},\,j=1,...n}                                    | моль                      |                                          |
| {\displaystyle \mu _{j},\,j=1,...n} | Химический потенциал {\displaystyle j}-й компоненты {\displaystyle n}-компонентной смеси  | Дж/моль                   |                                          |
| {\displaystyle U}                   | Внутренняя энергия                                                                        | Дж                        |                                          |
| {\displaystyle S}                   | Энтропия                                                                                  | Дж/(моль*К)               |                                          |
| {\displaystyle H}                   | Энтальпия                                                                                 | Дж/моль                   | {\displaystyle H=U+PV}                   |
| {\displaystyle F}                   | Изохорно-изотермический потенциал (свободная энергия Гельмгольца)                         | Дж/моль                   | {\displaystyle F=U-TS}                   |
| {\displaystyle G}                   | Изобарно-изотермический потенциал (свободная энергия Гиббса, свободная энтальпия)         | Дж/моль                   | {\displaystyle G=H-TS}                   |
| {\displaystyle W;A}                 | Работа, совершённая газом                                                                 | Дж                        |                                          |
| {\displaystyle Q}                   | Тепло, переданное газу                                                                    | Дж                        |                                          |
| {\displaystyle C_{P}}               | Молярная теплоёмкость газа при постоянном давлении                                        | Дж/(К·моль)               |                                          |
| {\displaystyle C_{V}}               | Молярная теплоёмкость газа при постоянном объёме                                          | Дж/(К·моль)               |                                          |
| {\displaystyle c}                   | Удельная теплоёмкость                                                                     | Дж/(К·кг)                 |                                          |
| {\displaystyle \gamma }             | Показатель адиабаты                                                                       | -                         | {\displaystyle \gamma ={\frac {i+2}{i}}} |

### Формулы термодинамики идеального газа
| Уравнение состояния идеального газа (уравнение Клапейрона—Менделеева) | {\displaystyle PV={\frac {m}{\mu }}RT}                                                 |
| Изменение внутренней энергии газа | {\displaystyle \Delta U=Q-A}                                                           |
| Работа газа | {\displaystyle A=\int P\mathrm {d} V}                                                  |
| Средняя энергия молекулы газа | {\displaystyle W_{cp}={\frac {i}{2}}kT}                                                |
| Средняя кинетическая энергия молекулы газа: | {\displaystyle W_{Kcp}={\frac {3}{2}}kT}                                               |
| Внутренняя энергия газа | {\displaystyle U={\frac {i}{2}}PV} {\displaystyle U={\frac {i}{2}}{\frac {m}{\mu }}RT} |
| Вывод формулы Внутренняя энергия газа равна сумме энергий всех входящих в него молекул {\displaystyle U=\sum W_{i}=N\cdot W_{cp}={\frac {m}{\mu }}N_{A}\cdot {\frac {i}{2}}kT={\frac {i}{2}}{\frac {m}{\mu }}RT={\frac {i}{2}}PV} |                                                                                        |
| Теплоёмкость газа при постоянном объёме | {\displaystyle C_{V}={\frac {i}{2}}R}                                                  |
| Вывод формулы Количество теплоты, полученной телом, выражается через его массу и теплоёмкость известной формулой {\displaystyle Q=mc\Delta T={\frac {m}{\mu }}C\Delta T.} Поскольку в изохорическом процессе газ не совершает работу, количество полученной им теплоты равно изменению внутренней энергии: {\displaystyle Q=\Delta U={\frac {i}{2}}{\frac {m}{\mu }}R\Delta T.} Приравнивая правые части обоих уравнений, получим {\displaystyle {\frac {m}{\mu }}C_{V}\Delta T={\frac {i}{2}}{\frac {m}{\mu }}R\Delta T;} {\displaystyle C_{V}={\frac {i}{2}}R.} |                                                                                        |
| Теплоёмкость газа при постоянном давлении | {\displaystyle C_{P}={\frac {i+2}{2}}R}                                                |
| Вывод формулы Количество теплоты, полученной телом, выражается через его массу и теплоёмкость известной формулой {\displaystyle Q=mc\Delta T={\frac {m}{\mu }}C\Delta T.} Поскольку в изобарическом процессе количество полученной газом теплоты равно изменению внутренней энергии плюс совершённой газом работе, запишем : {\displaystyle Q=\Delta U+\Delta A={\frac {i}{2}}{\frac {m}{\mu }}R\Delta T+P\Delta V={\frac {i}{2}}{\frac {m}{\mu }}R\Delta T+{\frac {m}{\mu }}R\Delta T={\frac {i+2}{2}}\cdot {\frac {m}{\mu }}R\Delta T.} Приравнивая правые части обоих уравнений, получим {\displaystyle {\frac {m}{\mu }}C_{P}\Delta T={\frac {i+2}{2}}\cdot {\frac {m}{\mu }}R\Delta T;} {\displaystyle C_{P}={\frac {i+2}{2}}R.} |                                                                                        |

## Выражение основных величин черезтермодинамические потенциалы
Все термодинамические потенциалы имеют свои канонические наборы переменных и используются для анализа процессов при соответствующих условиях.

### U(S,V,N)(внутренняя энергия)
- {\displaystyle S,\,V,\,N} — независимые переменные;
- {\displaystyle T={\frac {\partial U}{\partial S}}};
- {\displaystyle P=-{\frac {\partial U}{\partial V}}};
- {\displaystyle \mu _{j}={\frac {\partial U}{\partial N_{j}}}};
- {\displaystyle H=U-V{\frac {\partial U}{\partial V}}};
- {\displaystyle F=U-S{\frac {\partial U}{\partial S}}};
- {\displaystyle G=U-V{\frac {\partial U}{\partial V}}-S{\frac {\partial U}{\partial S}}}.

### H(S,P,N)(энтальпия)
- {\displaystyle S,\,P,\,N} — независимые переменные;
- {\displaystyle T=\left({\frac {\partial H}{\partial S}}\right)};
- {\displaystyle V={\frac {\partial H}{\partial P}}};
- {\displaystyle \mu _{j}={\frac {\partial H}{\partial N_{j}}}};
- {\displaystyle U=H-P{\frac {\partial H}{\partial P}}};
- {\displaystyle F=H-S{\frac {\partial H}{\partial S}}-P{\frac {\partial H}{\partial P}}};
- {\displaystyle G=H-S{\frac {\partial H}{\partial S}}}.

### F(T,V,N)(свободная энергия Гельмгольца)
- {\displaystyle T,\,V,\,N} — независимые переменные;
- {\displaystyle S=-{\frac {\partial F}{\partial T}}};
- {\displaystyle P=-{\frac {\partial F}{\partial V}}};
- {\displaystyle \mu _{j}={\frac {\partial F}{\partial N_{j}}}};
- {\displaystyle U=F-T{\frac {\partial F}{\partial T}}};
- {\displaystyle H=F-T{\frac {\partial F}{\partial T}}-V{\frac {\partial F}{\partial V}}};
- {\displaystyle G=F-V{\frac {\partial F}{\partial V}}}.

### G(T,P,N)(энергия Гиббса)
- {\displaystyle T,\,P,\,N} — независимые переменные;
- {\displaystyle S=-{\frac {\partial G}{\partial T}}};
- {\displaystyle V={\frac {\partial G}{\partial P}}};
- {\displaystyle \mu _{j}={\frac {\partial G}{\partial N_{j}}}};
- {\displaystyle U=G-T{\frac {\partial G}{\partial T}}-P{\frac {\partial G}{\partial P}}};
- {\displaystyle H=G-T{\frac {\partial G}{\partial T}}};
- {\displaystyle F=G-P{\frac {\partial G}{\partial P}}}.

## Уравнение Гиббса и уравнение Гиббса — Дюгема
Выражение для полного дифференциала внутренней энергии, называемое фундаментальным уравнением Гиббса в энергетическом выражении (уравнением Гиббса, основным уравнением термодинамики, основным термодинамическим тождеством, термодинамическим тождеством), для открытой простой однородной системы имеет вид:
{\displaystyle dU=TdS-PdV+\sum _{j}\mu _{j}dN_{j}\,.}
Значимость этого уравнения (и его более общих вариантов) состоит в том, что оно представляет собой тот фундамент, на котором базируется весь математический аппарат современной феноменологической термодинамики, как равновесной, так и неравновесной. По большому счёту, рассмотренные выше законы (начала) термодинамики нужны были именно для обоснования этого соотношения. Почти вся аксиоматика равновесной термодинамики сводится к постулированию самого этого уравнения и свойств входящих в него термодинамических переменных.
С использованием других термодинамических потенциалов уравнение Гиббса можно переписать в следующих эквивалентных формах:
{\displaystyle dH=TdS+VdP+\sum _{j}\mu _{j}dN_{j}\,,}
{\displaystyle dF=-SdT-PdV+\sum _{j}\mu _{j}dN_{j}\,,}
{\displaystyle dG=-SdT+VdP+\sum _{j}\mu _{j}dN_{j}\,.}
Среди термодинамических величин выделяют экстенсивные (внутренняя энергия, энтропия, объём и др.) и интенсивные (давление, температура и др.) величины. Величина называется экстенсивной, если её значение для системы, сложенной из нескольких частей, равно сумме значений этой величины для каждой части.
Предположением об экстенсивности термодинамических величин, однако, можно пользоваться, если рассматриваемые системы достаточно большие и можно пренебречь различными краевыми эффектами при соединении нескольких систем, например, энергией поверхностного натяжения.
Пусть {\displaystyle U} (экстенсивная величина) является однородной функцией первого порядка от своих экстенсивных аргументов (математическое выражение аксиомы экстенсивности): для любого {\displaystyle \alpha >0}
{\displaystyle U(\alpha S,\alpha V,\alpha N)=\alpha U(S,V,N)\,.}
В этом случае для {\displaystyle U(S,V,N)}, как и для любой дифференцируемой однородной функции первого порядка,  выполняется теорема Эйлера:
{\displaystyle U(S,V,N)=S{\frac {\partial U}{\partial S}}+V{\frac {\partial U}{\partial V}}+\sum _{j}N_{j}{\frac {\partial U}{\partial N_{j}}}\,.}
В применении к внутренней энергии {\displaystyle U(S,V,N)}, которая, как и все её независимые переменные, является экстенсивной величиной, теорема Эйлера имеет вид:
{\displaystyle U=TS-PV+\sum _{j}\mu _{j}N_{j}\,.}
Для остальных термодинамических потенциалов, выражая их через внутреннюю энергию (или применяя теорему Эйлера только к тем независимым переменным, которые являются экстенсивными величинами), получаем:
{\displaystyle H\equiv U+PV=TS+\sum _{j}\mu _{j}N_{j}\,;}
{\displaystyle F\equiv U-TS=-PV+\sum _{j}\mu _{j}N_{j}\,;}
{\displaystyle G\equiv U-TS+PV=\sum _{j}\mu _{j}N_{j}\,.}
Термодинамический потенциала Гиббса оказывается выраженным через химические потенциалы {\displaystyle \mu _{i}} компонентов. 
Отсюда следует уравнение Гиббса — Дюгема (книга П. Дюгема  положила начало применению в термодинамике теоремы Эйлера об однородных функциях), в котором все независимые переменные представляют собой интенсивные величины:
{\displaystyle SdT-Vdp+\sum _{j}N_{j}d\mu _{j}=0\,.}
Это уравнение связывает интенсивные параметры системы и выполняет роль фундаментального уравнения для каждой фазы гетерогенной системы.
Уравнение Гиббса — Дюгема играет важную роль в термодинамике растворов и при рассмотрении многофазных многокомпонентных систем. В частности, это уравнение используют при выводе правила фаз Гиббса.

### Термодинамика сплошных сред
Приведённые выше формулировки аксиом термодинамики и соотношения для термодинамических потенциалов имеют место для простых систем — изотропных сред. Для более сложных сред — анизотропных жидкостей и твёрдых тел, сред с электромагнитными свойствами и других, законы термодинамики имеют более сложную формулировку, а термодинамические потенциалы формулируются в обобщённом виде с использованием тензоров. В физике сплошных сред (физике континуума) термодинамика рассматривается как её составная часть, вводящая в рассмотрение переменные, характеризующие тепловые (термические) и химические свойства среды, и их связь с другими физическими величинами, а аксиомы термодинамики включаются в общую систему аксиом.

## Комментарии
1. ↑  Термин «термодинамика» предложен в 1854 году В. Томсоном[1][2] и постепенно вытеснил другое название этой дисциплины — «механическая теория теплоты».
2. ↑  Работа вышла после смерти автора